# رومان ميلنيك
رومان ميلنيك (بالروسية: Мельник, Роман Александрович)‏ هو لاعب كرة قدم روسي في مركز الهجوم، ولد في 25 مايو 1977. لعب مع لوخ إينيرجيا فلاديفوستوك.